# 米拉馬爾區

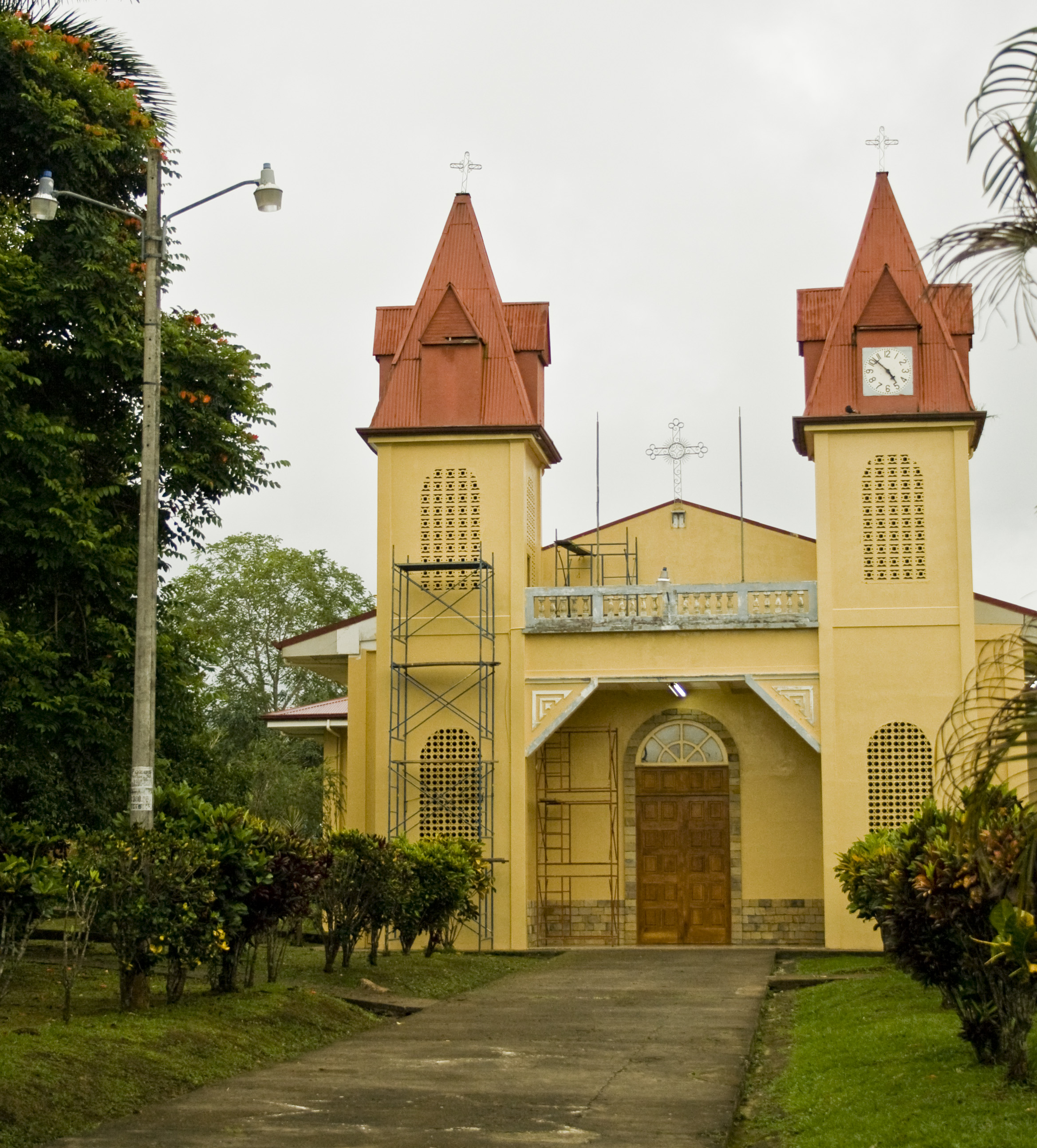

米拉馬爾區（西班牙語：Miramar），是哥斯達黎加的一個區，位於該國西部蓬塔雷納斯省，面積87.125平方公里，海拔高度340米，2011年人口8,298，人口密度每平方公里52.25人。